# الرابطة الفلكية الإسرائيلية

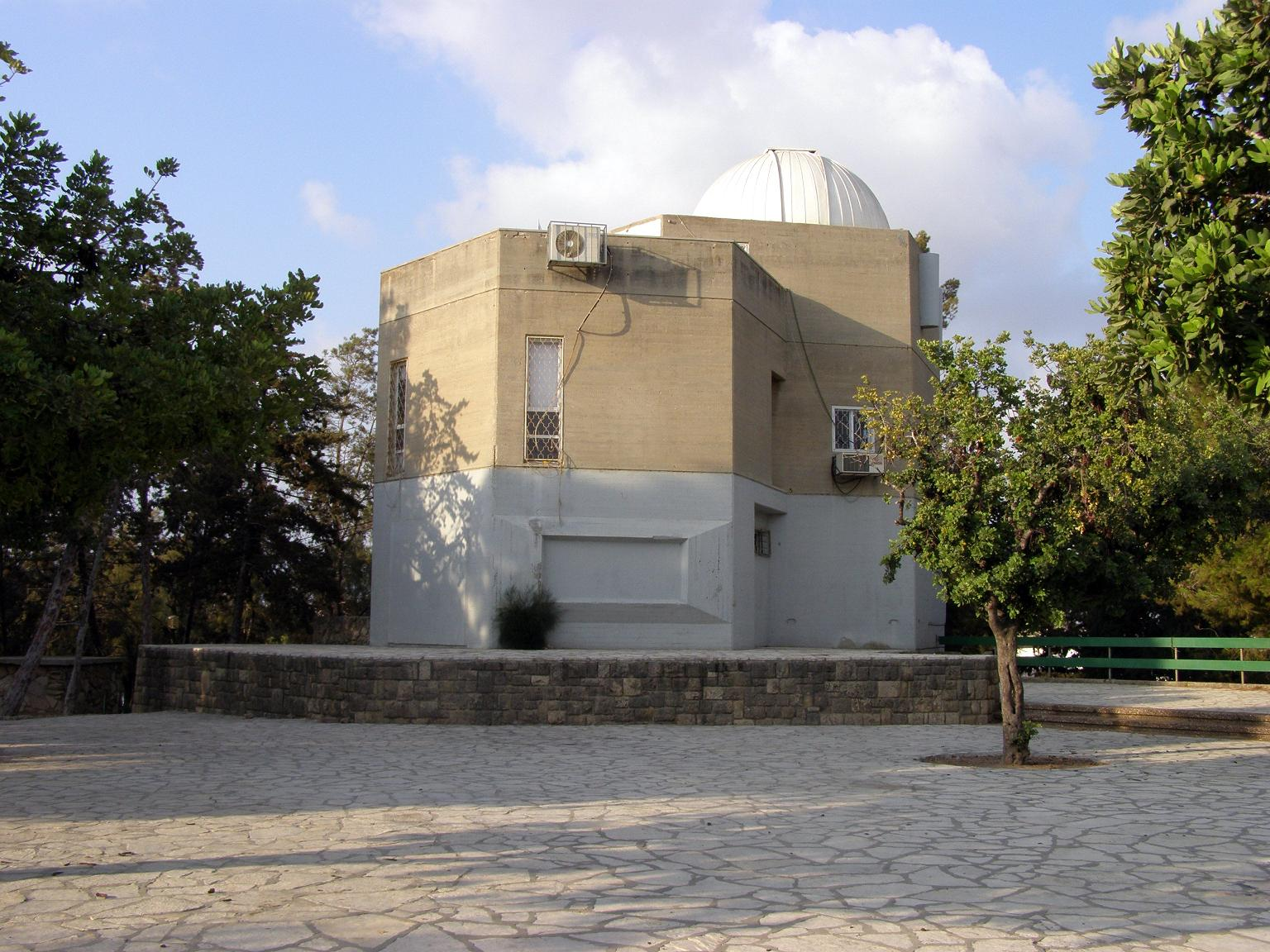
مرصد جفعتايم

الرابطة الفلكية الإسرائيلية هي منظمة إسرائيلية غير ربحية. والغرض منه تعميق الوعي في مجال علم الفلك وتوزيعه على الجمهور الإسرائيلي.

## تاريخ
تأسست الرابطة الفلكية الإسرائيلية أولا كزمالة للهواة في 28 مايو 1951، من قبل مجموعة من المشجعين الفلكيين المهاجرين من ألمانيا وتشيكوسلوفاكيا، من بينهم الدكتور هايلبرونر والدكتور زايشيك. وكان الدكتور زايشيك أول رئيس للجمعية واحتفظ بمنصبه لسنوات عديدة حتى تقاعده بسبب مسائل صحية شخصية.
وقد اتخذ قرار جعل الرابطة وطنية في عام 1953 في غرفة ديفيد بن غوريون، رئيس وزراء البلاد، من أجل تعزيز المعرفة الفلكية وما يتصل بها من مجالات العلوم في دولة إسرائيل المشكلة حديثًا.
ثم خصصت إدارة الأراضي الإسرائيلية الرابطة أرضًا في جيفات رام في القدس. وخصصت المنطقة نفسها في وقت لاحق لتطوير الجامعة العبرية في القدس. وقد تم بناء قبة أرضية للاستخدام الحصري للرابطة بمساعدة مالية من عائلة ويليامز من البنك الفلسطيني (والتي عرفت فيما بعد باسم بنك ليومي، البنك الوطني الإسرائيلي) في عام 1956.
وكان الهدف الرئيسي للرابطة - ولا يزال - هو معرفة توزيع علم الفلك بين الجمهور الإسرائيلي. ويتم تنفيذ هذا الغرض من خلال تنظيم الاتفاقيات، والدورات، والمحاضرات، وحفلات النجوم، والملاحظات، فضلاً عن نشر مجلة علم الفلك (كل نجوم الضوء والنجوم في شهرها سابقاً). هذه المجلة هي واحدة من نوع في اللغة العبرية منذ ذلك الحين.
في عام 1953 قامت الجمعية ببناء مرصد في ضاحية طالبيا في القدس وبدأت بالتفرع في جميع أنحاء البلاد - تل أبيب، رامات غان، حيفا والجليل. ولم تعد هذه الفروع نشطة وسيحل آخرون محلهم. وقد تم الاضطلاع بجميع أنشطة أعضائه، وما زال يجري القيام بها بشكل كامل طوعًا.
وبسبب الانتكاسة الزمنية لأنشطة الرابطة ونقل مركز ثورتها إلى جيفاتاييم، قامت الجامعة العبرية في القدس بالاستيلاء على مبنى القبة السماوية في عام 1986، الذي كان في ذلك الوقت في أراضي الجامعة الآخذة في التوسع. شملت عملية الاستحواذ مقراب ألبرت أينشتاين الذي تم إعطاؤه للرابطة في عام 1962 من مدرسة بن شيمن. وقد حولت الجامعة معظم موقع القبة السماوية إلى أماكن مكتبها، الأمر الذي جعل الرابطة وأسرة ويليامز ترفع دعوى قضائية ضد الجامعة العبرية في القدس (1574/98، 8514/90). وكان من المفترض أن تعيد هذه الدعاوى إدارة القبة السماوية إلى أيدي الرابطة وكذلك استخدام القبة السماوية للأغراض الفلكية. وللأسف، تقرر أنه على الرغم من تولي الجامعة زمام الأمور بالقوة، سيظل المرصد في عهدتهم. ولا تملك الرابطة حاليًا الموارد اللازمة للحفاظ على المعركة، ولا يعمل المرصد ولا القبة الفلكية في جيفات رام في أغراضهما المحددة.